# دوغلاس هورن
دوغلاس هورن هو سياسي كندي، ولد في 1966. حزبياً، نشط في BC United ‏.